# Carlos Gómez Casillas
Carlos Gómez Casillas (* 16. Juli 1952; † 16. Dezember 2017) war ein mexikanischer Fußballspieler auf der Position des Verteidigers.

## Leben

### Verein
Gómez Casillas spielte in den 1970er Jahren zunächst acht Jahre lang beim Club León und stand anschließend für jeweils ein bis zwei Spielzeiten beim CF Monterrey, beim Puebla FC und zuletzt bei Atlético Potosino unter Vertrag, in dessen Reihen er seine aktive Laufbahn in der Saison 1983/84 ausklingen ließ. 

### Nationalmannschaft
Sein Debüt im Dress der mexikanischen Nationalmannschaft gab Carlos Gómez in einem am 27. September 1977 ausgetragenen Freundschaftsspiel, das mit 3:0 gegen die USA gewonnen wurde. Sein letztes Länderspiel bestritt er am 31. Januar 1979 bei der 0:1-Niederlage gegen die Sowjetunion.
Höhepunkt seiner Länderspielkarriere war die Teilnahme an der Fußball-Weltmeisterschaft 1978, bei der Gómez das letzte Vorrundenspiel gegen Polen (1:3) über die volle Distanz bestritt. 